# Ljang Guanglje
Ljang Guanglje (kitajsko 梁光烈; pinjin: Liáng Guāngliè), kitajski general, * 1. december 1940, Santaj, Sečuan, Kitajska, † 12. november 2024, Peking, Kitajska.
Ljang Guanglje je trenutno minister za obrambo Ljudske republike Kitajske in član Centralne vojaške komisije.
Bil je tudi nadomestni član 13., 14. in polni član 15., 16. ter 17. centralnega komiteja Komunistične partije Kitajske.